# Leptura ambulatrix
Leptura ambulatrix es una especie de escarabajo longicornio del género Leptura, categorizada en la tribu Lepturini, de la subfamilia Lepturinae. Fue descrita por Gressitt en 1951.

## Descripción
Mide 13,5-17 mm de longitud.

## Distribución
Se distribuye por China.